# Adolf Williard

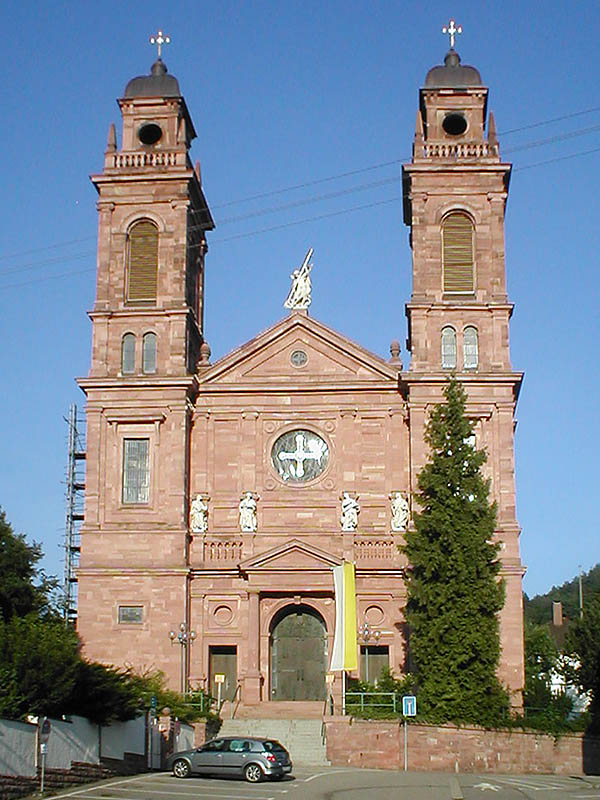
St. Johannes Nepomuk in Eberbach

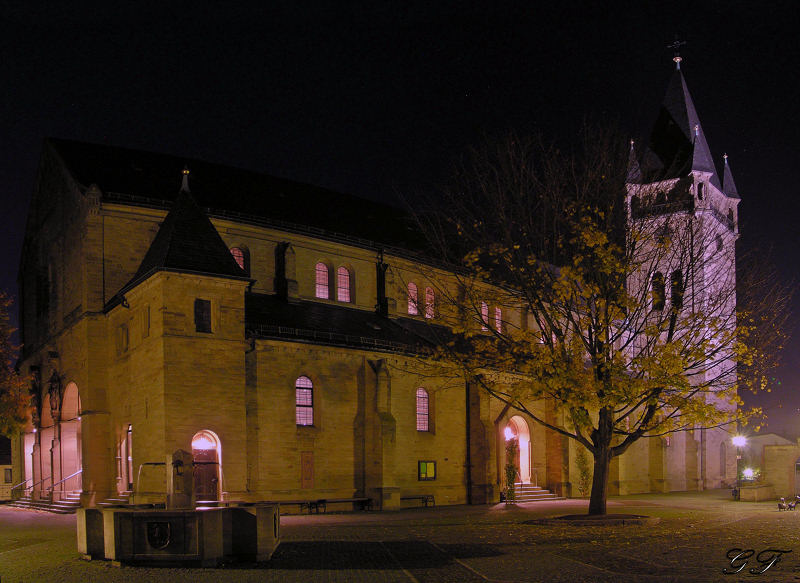
Pfarrkirche St. Cäcilia in Östringen

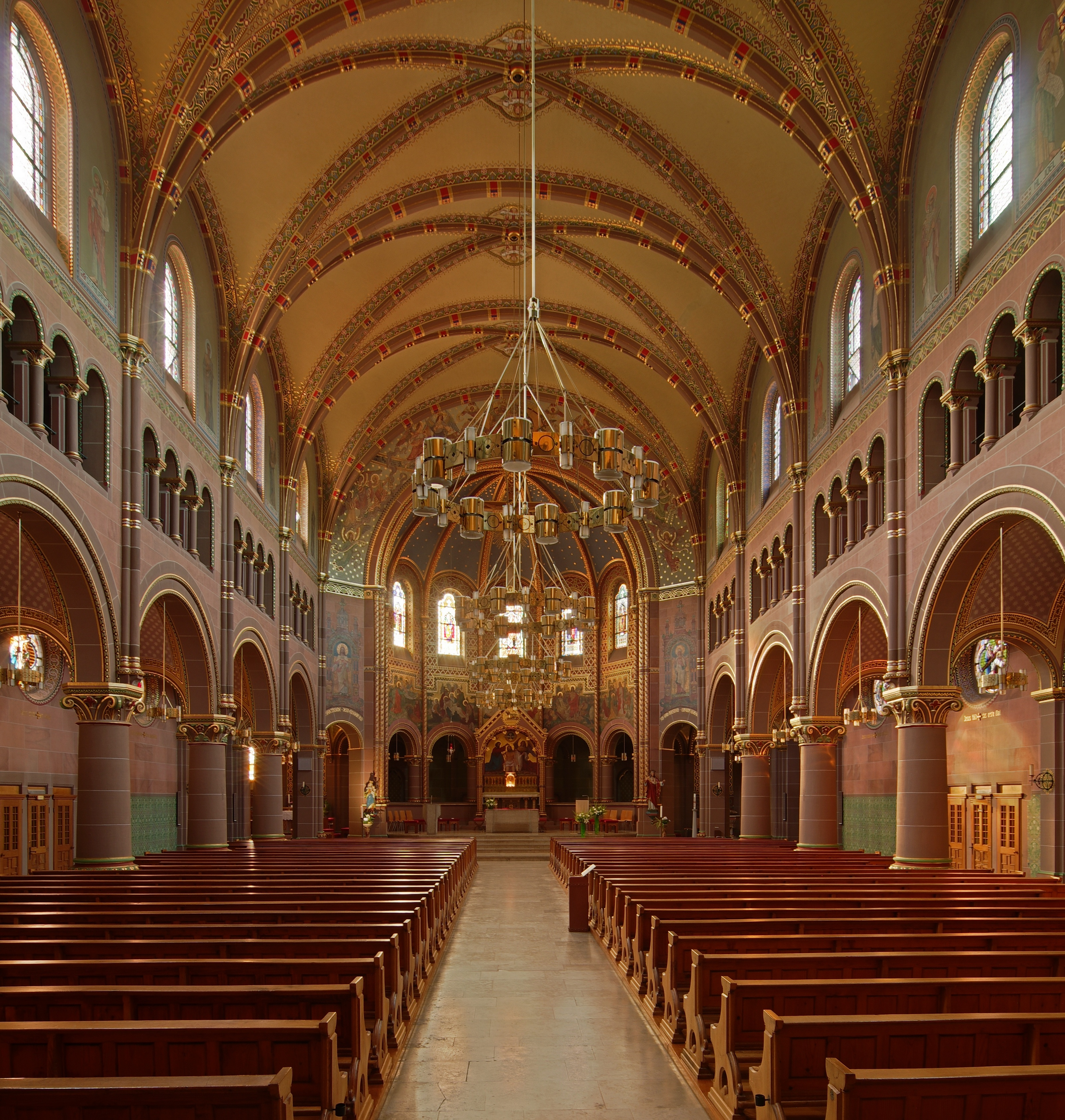
Innenraum von St. Johannes in Forbach

Adolf Williard (* 11. November 1832 in Karlsruhe; † 26. Februar 1923 ebenda) war ein deutscher Architekt und badischer Baubeamter, der als Vorstand des katholischen Erzbischöflichen Bauamts in Karlsruhe Bedeutung erlangte.

## Leben
Adolf Williard war als Architekt Schüler von Heinrich Hübsch und Friedrich Eisenlohr. In Italien studierte er die Renaissancearchitektur Andrea Palladios, deren Vorbild er später in einigen seiner eigenen Kirchenbauten verarbeiten sollte. Stilistisch war er ein Vertreter des Historismus. Nach Abschluss des Studiums 1855 und seinem Staatsexamen drei Jahre später gehörte er der Eisenbahn-Hochbauinspektion Karlsruhe-Pforzheim an. Von 1863 bis 1868 war er bei der großherzoglichen Baukommission in Mannheim als kommissarischer Vorstand unter anderem für den Bau mehrerer Schulen und von Arbeiterwohnhäusern verantwortlich. 1869 übernahm er die Leitung des Erzbischöflichen Bauamts Karlsruhe. Bis zu seinem Eintritt in den Ruhestand im Jahr 1893 errichtete er 22 Kirchen in der Umgebung von Karlsruhe und in der Ortenau. 1894 wurde Williard Vorsitzender des Badischen Architekten- und Ingenieur-Vereins. Als Mitglied der Zentrumspartei gehörte er von 1896 bis 1908 dem Karlsruher Stadtrat an.

## Bauten
- 1869–1871: St. Nikolaus in Weiher
- 1881: St. Dionysius in Haßmersheim
- 1883–1885: St. Anna in (Gaggenau-)Sulzbach
- 1884–1889: St. Peter und Paul in (Karlsruhe-)Mühlburg (von Adolf Williards Neorenaissancebau ist nach Teilzerstörung im Zweiten Weltkrieg noch die Nordfassade mit den Türmen erhalten)[3]
- 1884–1887: St. Johannes Nepomuk in Eberbach
- 1886–1891: St. Johannes in Forbach
- 1888–1891: St. Franziskus in Pforzheim
- 1895 fertiggestellt: St. Cäcilia in Östringen

## Auszeichnungen
- 1891: Ritterkreuz I. Klasse des badischen Ordens vom Zähringer Löwen[1]
- 1902: Badische Jubiläums-Medaille[1]
- 1906: Friedrich-Luisen-Medaille[1]